# Jan Ignacy Kenig
Jan Ignacy Florian Kenig, ros. Иван Фёдорович Кёниг, Iwan Fiodorowicz Kionig (ur. 10 marca 1822 w Płocku, zm. 5 listopada?/17 listopada 1880 w Petersburgu) – inżynier kolejnictwa, budowniczy, projektant linii kolejowych w Rosji, rosyjski rzeczywisty radca stanu, brat dziennikarza Józefa Keniga.

## Rodzina
Jan Ignacy Florian Kenig (także Koenig lub König) urodził się w polsko-niemieckiej rodzinie szlacheckiej jako syn Teofila, generalnego inspektora skarbu województwa płockiego w Królestwie Polskim, oraz jego żony Józefy z Romanowskich (z pierwszego ślubu Sławęckiej). Był ich drugim dzieckiem, po starszym bracie Józefie. Miał jeszcze starszego brata przyrodniego Wincentego Sławęckiego (podporucznika ułanów w powstaniu listopadowym, następnie inżyniera we Francji, teścia Władysława Kisiel-Kiślańskiego), niezamężną siostrę przyrodnią Marię oraz dwie siostry rodzone: Franciszkę (żonę ziemianina Konstantego Szwykowskiego) oraz Teofilę (żonę adwokata Ignacego Korwin Gąsiewskiego).

## Młodość
Przez pierwsze lata życia mieszkał w Płocku. W 1830 wyjechał wraz z bratem do rodziny w Krakowie, gdzie początkowo uczęszczał do Liceum św. Anny, a potem od 16 grudnia 1834 do miejskiej Szkoły Technicznej, aby następnie wkrótce przenieść się do gimnazjum realnego w Warszawie. Stąd wyjechał do wojskowego Instytutu Korpusu Inżynieryjnego Komunikacji w Petersburgu, w którym ukończył w 1841 niższy kurs w stopniu chorążego. Rok później został podporucznikiem, a w 1843 zdał wyższy kurs otrzymując stopień inżyniera porucznika.

## Kariera w kolejnictwie

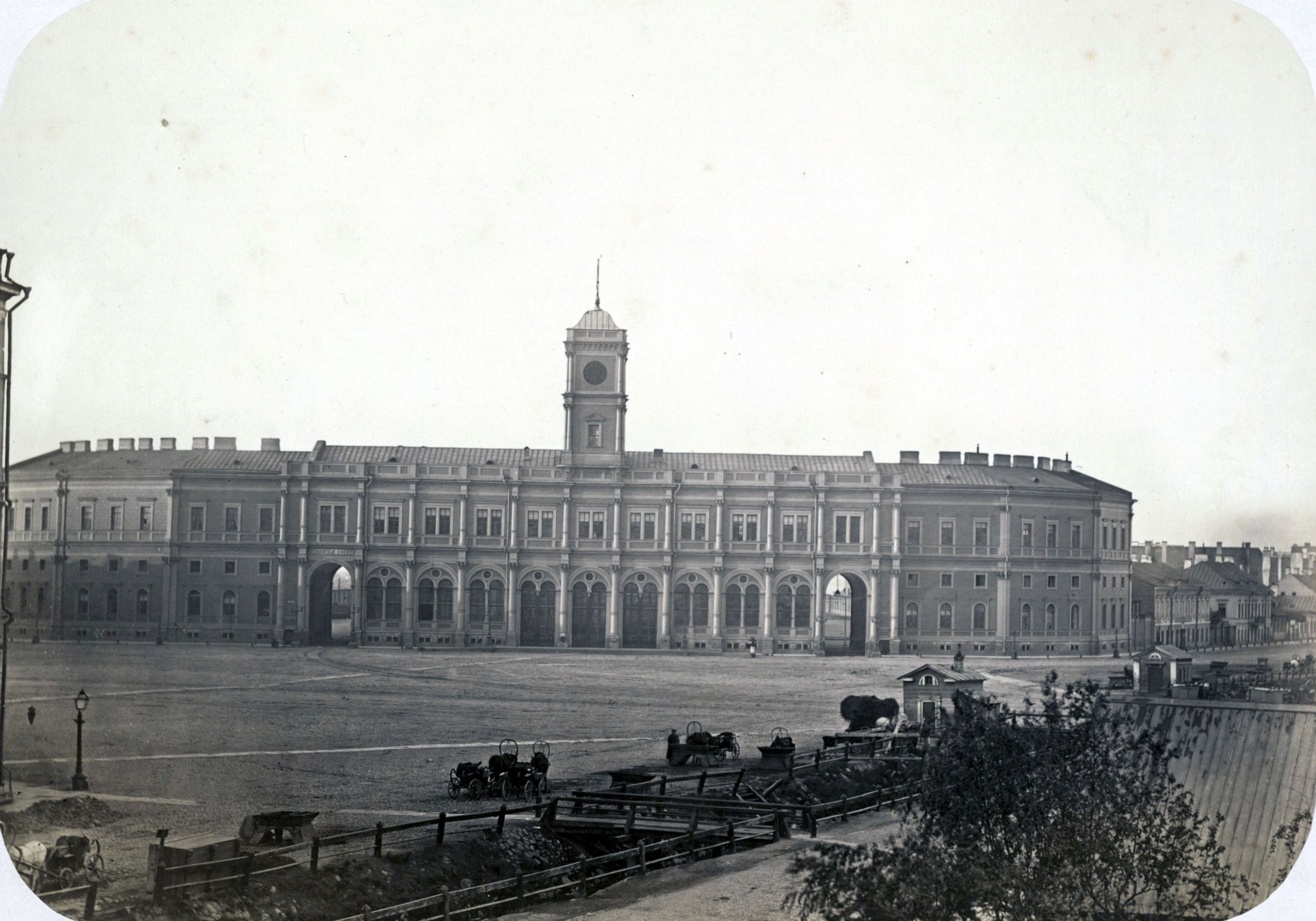
Dworzec Mikołajewski w Petersburgu

Wkrótce po ukończeniu Instytutu, Kenig został zaangażowany przy budowie pierwszych trakcji kolejowych na terenie Rosji. Pracował nad samymi projektami, jak również nadzorował ich realizację. W l. 1843-1851 brał udział w budowie południowego odcinka Kolei Mikołajewskiej (Moskwa – Petersburg). W nagrodę awansowano go ze stopnia sztabskapitana na kapitana.
Po 1862 pełnił funkcję pierwszego dyrektora kolei Niżegorodzkiej (Moskwa – Niżny Nowogród), która pod jego kierownictwem przeszła szybki i spektakularny rozwój. W 1865 odbył podróż po Belgii, Niemczech, Francji oraz Anglii, wizytując tamtejsze linie kolejowe i konsultując się z miejscowymi specjalistami. W 1867 została mu powierzona inspekcja Kolei Mikołajewskiej, mająca na celu przedstawienie rządowi fachowej opinii w sprawie potrzeby dodatkowych nakładów finansowych na jej rozwój. W 1868 został przeniesiony na stanowisko jej dyrektora, obejmując tym samym najbardziej prestiżowe stanowisko kolejowe w Rosji i nadzorując kluczowy ze względów politycznych i gospodarczych najszybszy środek transportu pomiędzy dwoma stolicami Imperium. Za czasów jego kierownictwa dochody tej Linii wzrosły z początkowych 17 milionów rubli do 26 milionów, do czego walnie przyczyniło się zainspirowane przez Keniga bezpośrednie połączenie dworca w Petersburgu z miejscowym portem morskim. Z jego inicjatywy zastąpiono dotychczasowe drewniane wiadukty żelaznymi jak również dokonano wielu innych przebudów i inwestycji (takich jak wprowadzenie specjalnych wagonów towarowych dla przewozu mięsa), opiewających na łączną sumę 25 milionów rubli. Ponadto założył również kasę pożyczkową oraz wprowadził inne innowacje mające na celu poprawienie standardu pracy na kolei (w tym znaczne obniżenie kosztu posiłków). W 1876 został wybrany prezesem Komisji Najwyższej do Kontrolowania Dochodów i Wydatków Dróg Żelaznych przy urzędzie Kontroli Generalnej Cesarstwa Rosyjskiego. Kenig udzielał się również jako fachowy doradca w zakresie budowy trakcji kolejowych w Austro-Węgrzech, Danii oraz Persji. Za zasługi w zakresie organizowania transportu w czasie wojny rosyjsko-tureckiej lat 1877-1878 został odznaczony Orderem Świętego Stanisława 1 klasy.

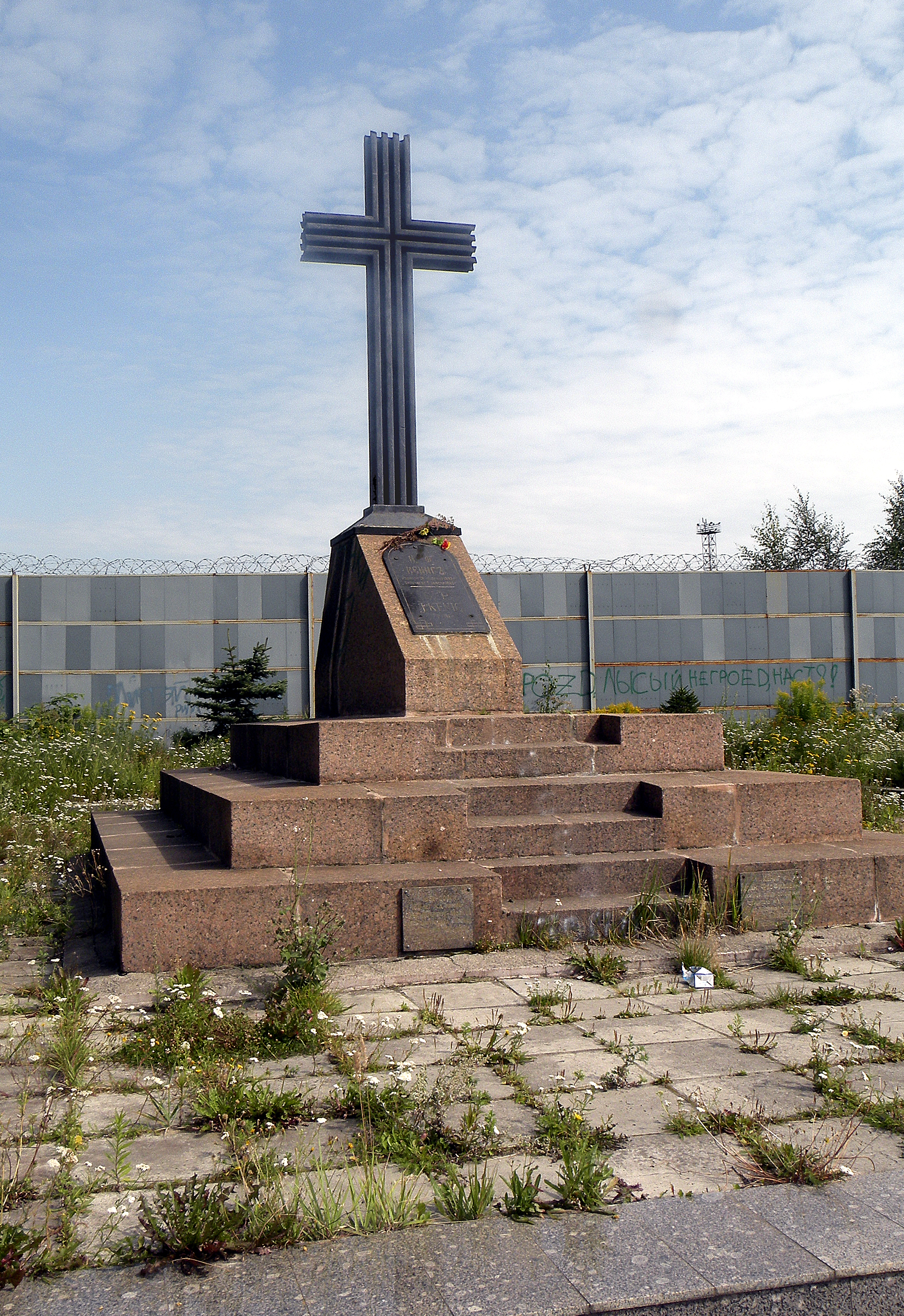
Grób Jana (Iwana) Keniga w Petersburgu

## Śmierć
Pozostał do końca życia kawalerem, był bezdzietny. Zmarł w Petersburgu, gdzie spędził większość dorosłego życia. Z tej okazji rada zarządzająca Głównego Towarzystwa Rosyjskich Dróg Żelaznych sporządziła specjalny protokół z wyrazami żalu i uznania dla zasług zmarłego. Pochowano go na miejskim cmentarzu katolickim.

## Odznaczenia
- Order Świętego Stanisława I klasy (Rosja)
- Order Daniły I I i II klasy (Czarnogóra)
- Order Franciszka Józefa II klasy (Austro-Węgry)
- Order Danebroga II klasy (Dania)
- Order Lwa i Słońca II klasy (Persja)
- Order Zbawiciela II klasy (Grecja)
- Order Medżydów II klasy (Turcja)
- Order Wazów II klasy (Szwecja)[3]

## Upamiętnienie
W sierpniu 2012 w Niżnym Nowogrodzie został odsłonięty pomnik ku czci Keniga, zdobiący nowo utworzony w tym mieście plac Kolejarza.